# Andreas Görlitz
Andreas Görlitz (n. 31 ianuarie 1982) este un jucător de fotbal german, care evoluează ca fundaș.